# Robert Grubb
Robert Grubb (Hobart, Tasmanië, Australië, 31 januari 1950) is een Australisch acteur.
Grubb werd vooral bekend als Dr. Geoff Standish in de serie The Flying Doctors. 
Ook speelde hij tussen 2003 en 2005 de rol van Pop in de Australische editie van de Queen-musical We Will Rock You. Grubb speelde overigens nog vele andere rollen in het theater.
Grubb is getrouwd met Robin Silver. Hij heeft twee zonen: Emerson (1983) en Hayden (1986).

## Filmografie
- My Brilliant Career (1979) – Frank Hawdon
- Gallipoli (1981) – Billy
- Sara Dane (Televisiefilm, 1982) – John Macarthur
- The Amorous Dentist (Televisiefilm, 1983) – Dr. Louis Bertrand
- A Country Practice Televisieserie – Dr. Nigel Fairbairn (4 afl., 1983)
- Phar Lap (1983) – William Nielsen
- Special Squad Televisieserie – Sims (Afl., Child of Fortune, 1984)
- Five Mile Creek Televisieserie – Mr. Harbottle (Afl., Across the Great Divide, 1984)
- Remember Me (Televisiefilm, 1985) – Geoff
- Robbery Under Arms (Televisiefilm, 1985) – Sir Frederick Morringer
- Mad Max Beyond Thunderdome (1985) – Pig Killer
- All Together Now Televisieserie – Dr. Standish (Afl., Silent Night, 1990)
- More Winners: Mr. Edmund (Televisiefilm, 1990) – Mr. Edmund
- The Flying Doctors Televisieserie – Dr. Geoff Standish (146 afl., 1986-1991)
- Bligh Televisieserie – Shamble (Afl., The Slap of the Writ, 1992)
- Blue Heelers Televisieserie – Sgt. Harris (Afl., Paranoia: Part 1 & 2, 1995)
- Mercury Televisieserie – Ritchie Munro (Afl. onbekend, 1996)
- Paradise Road (1997) – Colonel Downes
- State Coroner Televisieserie – Hugh Ferrari (3 afl., 1997)
- High Flyers Televisieserie – Mr. Bull (1999)
- Blue Heelers Televisieserie – Derrick Chalmers (Afl., The Deepest Cut, 1999)
- Close Contact (Televisiefilm, 1999) – Franklin
- Tales of the South Seas Televisieserie – Rol onbekend (Afl., The Devil's Pearl, 2000)
- The Potato Factory (Mini-serie, 2000) – Mr. Emmett
- Stingers Televisieserie – Damian Jordan (Afl., Mob Rules, 2000)
- Waiting at the Royal (Televisiefilm, 2000) – Anthony
- Thunderstone Televisieserie – Old Noah (Afl. 3.10, 2000)
- SeaChange Televisieserie – Barry Boston (5 afl., 2 keer 1998, 1999, 2 keer 2000)
- Crash Zone Televisieserie – Garrison (Afl., Sabertooth, 2001)
- The Secret Life of Us Televisieserie – Mr. Lang (Afl., Truth Is Beautiful...But So Are Lies, 2001)
- MDA Televisieserie – Dr. Andrew Gallin (Afl., Quid Pro Quo, 2002)
- Marshall Law Televisieserie – Pedro (Afl., Conflict of Interest, 2002)
- Blue Heelers Televisieserie – Det. Sgt. Neil Prendergast (Afl., Firebrands: Part 1 & 2, 2003)
- After the Deluge (Mini-serie, 2003) – Simon
- Stingers Televisieserie – Dr. Frank Vellani (Afl., Total Recall, 2004)
- Salem's Lot (Televisiefilm, 2004) – Larry Crockett
- The Brush-Off (Televisiefilm, 2004) – Det. Sen. Con. Micaelis
- The Society Murders (Televisiefilm, 2006) – Phil Dunn QC\
- Curtin (Televisiefilm, 2007) – Percy Spender
- Bastard Boys (Mini-serie, 2007) – Roger Gyles
- All Saints Televisieserie – Paul Murray (Afl., Beginnings, 2008)